# Paul Schommer
Paul Schommer (ur. 6 czerwca 1992 w Appleton) – amerykański biathlonista, olimpijczyk z Pekinu 2022.

## Kariera
Początkowo uprawiał biegi narciarskie, biorąc udział w mistrzostwach kraju i w zawodach niższej rangi rozgrywanych w Stanach Zjednoczonych i w Kanadzie. W 2015 zmienił dyscyplinę na biathlon.

## Osiągnięcia

### Igrzyska olimpijskie
| Rok  | Miejscowość | Konkurencje | Konkurencje | Konkurencje | Konkurencje | Konkurencje | Konkurencje | Konkurencje |
| Rok  | Miejscowość | IN          | SP          | PU          | MS          | RL          | MR          | SR          |
| ---- | ----------- | ----------- | ----------- | ----------- | ----------- | ----------- | ----------- | ----------- |
| 2022 | Pekin       | 35.         | 74.         | –           | –           | 13.         | 7.          | nd.         |

### Mistrzostwa świata
| Rok  | Miejscowość | Konkurencje | Konkurencje | Konkurencje | Konkurencje | Konkurencje | Konkurencje | Konkurencje |
| Rok  | Miejscowość | IN          | SP          | PU          | MS          | RL          | MR          | SR          |
| ---- | ----------- | ----------- | ----------- | ----------- | ----------- | ----------- | ----------- | ----------- |
| 2020 | Anterselva  | 48.         | 72.         | –           | –           | 8.          | –           | –           |
| 2021 | Pokljuka    | 73.         | 71.         | –           | –           | 15.         | –           | –           |
| 2023 | Oberhof     | 77.         | 31.         | 52.         | –           | 12.         | 13.         | 11.         |
| 2025 | Lenzerheide | 24.         | 56.         | 39.         | –           | 9.          | –           | –           |

### Puchar Świata

#### Miejsca w klasyfikacji generalnej
| Sezon     | Miejsce           |
| --------- | ----------------- |
| 2016/2017 | 92.               |
| 2017/2018 | niesklasyfikowany |
| 2018/2019 | niesklasyfikowany |
| 2019/2020 | niesklasyfikowany |
| 2020/2021 | 97.               |
| 2021/2022 | 41.               |
| 2022/2023 | 62.               |
| 2023/2024 | nie brał udziału  |
| 2024/2025 | niesklasyfikowany |